# Patrick Broome
Patrick Broome (* 1968 in Kulmbach, Deutschland) ist ein deutscher Yogalehrer und Buchautor.

## Leben
Patrick Broome ist Sohn einer deutschen Mutter und eines US-amerikanischen Vaters. Wenige Monate nach seiner Geburt ließ sich die Familie in Kalifornien nieder, kehrte jedoch nach fünf Jahren nach Deutschland zurück. Nach weiteren zehn Jahren in Nürnberg zog die Familie nach Köln, wo Broome sein Abitur ablegte. Anschließend begann er in Frankfurt am Main ein Psychologiestudium, das er mit einem Diplom in Arbeits-, Betriebs- und Organisationspsychologie an der RWTH Aachen abschloss. 1998 folgte die Promotion zum Dr. phil. im Fachbereich Pädagogische Psychologie und Empirische Pädagogik an der Ludwig-Maximilians-Universität München.
1999 ließ er sich in New York City von Sharon Gannon und David Life zum Jivamukti-Yogalehrer ausbilden. Nachdem Broome von 2000 bis 2001 als Lehrstuhlassistent an der Ludwig-Maximilians-Universität München tätig gewesen war, eröffnete er 2003 gemeinsam mit Gabriela Bozic sein erstes Jivamukti-Yogastudio in München-Schwabing. Seit 2005 ist er Yogalehrer der deutschen Fußballnationalmannschaft, die er auch während der Fußball-Weltmeisterschaft 2014 in Brasilien begleitete. 2014 trennte er sich von den Geschäftspartnern seiner Schwabinger Yogaschule und gab das bislang praktizierte Jivamukti-Konzept auf. Im Oktober desselben Jahres eröffnete er ein zweites Yogastudio unter seinem Namen in der Münchner Innenstadt, im Juni 2016 folgte ein drittes in Lehel. In der Saison 2015/16 betreute er zudem den Fußball-Bundesligisten FC Augsburg als Yogalehrer.
2009 wurde bei Patrick Broome chronische lymphatische Leukämie diagnostiziert, die er in den zwei Jahren darauf erfolgreich bekämpfen konnte. Er war mit der Schauspielerin Franziska Schlattner verheiratet, mit der er einen gemeinsamen Sohn (* 2009) hat. Nach der Scheidung von seiner Frau war die Yogalehrerin Ranja Weiss, mit der er zeitweise seine Yogastudios betrieb und mit der er ein zweites Kind (* 2016) hat, seine Lebensgefährtin. Patrick Broome lebt in München und ist Autor mehrerer Bücher.

## Werke
- (mit Gabriela Bozic) Yoga fürs Leben: mit Jivamukti Yoga Mut und Stärke gewinnen, Ängste besiegen und sich dem Leben öffnen, Gräfe und Unzer, München 2006, ISBN 978-3-8338-0220-1.
- Yoga für den Mann, Nymphenburger, München 2009, ISBN 978-3-485-01165-5.
- Yoga für alle, Nymphenburger, München 2012, ISBN 978-3-485-01386-4.
- (mit Berthold Henseler) Mit Yoga leben. Im Hier und Jetzt mit achtsamen Yoga- und Meditationsübungen, Allegria, Berlin 2014, ISBN 978-3-7934-2264-8.
- Spirituelle Krieger. Wie Yoga Männern Kraft gibt, Nymphenburger, München 2015, ISBN 978-3-485-02831-8.
- Yoga für Dich, Knaur Balance, München 2020, ISBN 978-3-426-67592-2.